# Fritjof Capra
Fritjof Capra, född 1 februari 1939, är en österrikiskfödd amerikansk fysiker. Capra är författare till flera böcker, bland annat Fysikens Tao (1975), The Turning Point (1982), The Web of Life (1996) och Hidden Connections (2002).

### På engelska
- The Tao of Physics: An Exploration of the Parallels Between Modern Physics and Eastern Mysticism (1975)
- The Turning Point: Science, Society, and the Rising Culture (1982)
- Green Politics (1984), som han skrev tillsammans med Charlene Spretnak
- Uncommon Wisdom (1988)
- Belonging to the Universe: Explorations on the Frontiers of Science and Spirituality (1993), skriven ihop med David Steindl-Rast och Thomas Matus.
- The Web of Life: A New Scientific Understanding of Living Systems (1996)
- The Hidden Connections (2002)
- The Science of Leonardo: Inside the Mind of the Great Genius of the Renaissance (2007).
- Learning from Leonardo: Decoding the Notebooks of a Genius (2013)
- The Systems View of Life (2014), skriven ihop med Pier Luigi Luisi